# 贝亨 (荷兰林堡省)
贝亨（荷蘭語：Bergen）是荷蘭的一個市镇，位於荷蘭東南部，芬洛以北28公里。贝亨在行政區劃上屬於林堡省。

## 外部連結
- 维基共享资源上的相關多媒體資源：贝亨
- Official website （页面存档备份，存于）